# اتل (آرکانزاس)
اتل (به انگلیسی: Ethel) یک منطقهٔ مسکونی در ایالات متحده آمریکا است که در شهرستان آرکانزاس، آرکانزاس واقع شده‌است. اتل ۵۳٫۹۵ متر بالاتر از سطح دریا واقع شده‌است.